# Луксорський музей

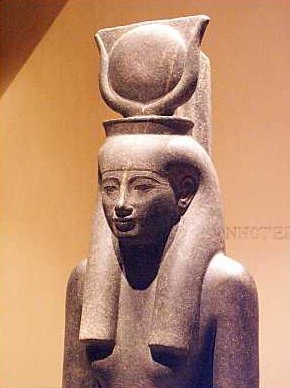
Статуя Хатхор, Луксорський музей

Музей Луксора розташований в єгипетському місті Луксор (стародавні Фіви). Він стоїть на схилі гори, з краєвидом на західний берег річки Ніл, у центральній частині міста.
Двоповерховий будинок музею побудований за проектом архітектора Махмуда ель-Хакіма. Музей відкрито в 1975 році. Кількість експонатів набагато менша, ніж у Каїрському музеї. Однак це було зроблено навмисно, бо музей пишається якістю своїх експонатів, простотою способу їх експозиції, а також зрозумілим, багатомовним маркуванням.
Серед найяскравіших експонатів музею є предмети з гробниці Тутанхамонаа (Гробниця KV62) і збірник з 26 дуже добре збережених статуй Нового царства, які були знайдені в похованні неподалік від Луксора 1989 року. Царські мумії двох фараонів — Яхмоса I і Рамсеса I — також виставлені на огляд в музеї Луксора в березні 2004 року. В рамках нового розширення в музею, в невеликому центрі для відвідувачів, виставлений експонат — реконструкція однієї зі стін храму Ехнатона в Карнаку. Ще один експонат з колекції — кальцитова подвійна статуя крокодила бога Себека і статуя фараона XVIII династії 18-ї Аменхотепа III.